# Atto di dolore (film)
Atto di dolore è un film del 1990 diretto da Pasquale Squitieri, interpretato da Claudia Cardinale e Bruno Cremer.
Il titolo inoltre è il titolo del canto che cantano i peccatori verso Dio per far capire che si sono pentiti dei propri peccati.

## Trama
Milano. Elena, rimasta vedova, deve crescere i due figli Martina e Sandro. La sua vita certo non facile viene stravolta quando scopre che Sandro è dipendente dalla droga. Il ragazzo nonostante i tentativi della madre non riesce a uscire dalla dipendenza e la donna, dopo aver subito un'ulteriore aggressione da parte del figlio, decide di ucciderlo.

## Riconoscimenti
- 1992 - Nastro d'argento
  - Nomination Migliore attrice protagonista a Claudia Cardinale
- 1992 - Globo d'oro
  - Miglior attrice a Claudia Cardinale